# Сіма Масатосі
Масатоші Шіма — японський інженер електроніки. Один із конструкторів першого комерційного мікропроцесора Intel 4004, розробив початкову архітектуру трьохчіпового ЦП в Busicom у 1968, а потім працював з Тедом Гоффом, Стенлі Мазором та Федеріко Фаджином над остаточною конструкцією одночіпового процесора з 1969 по 1970.